# Ignacy Antiocheński

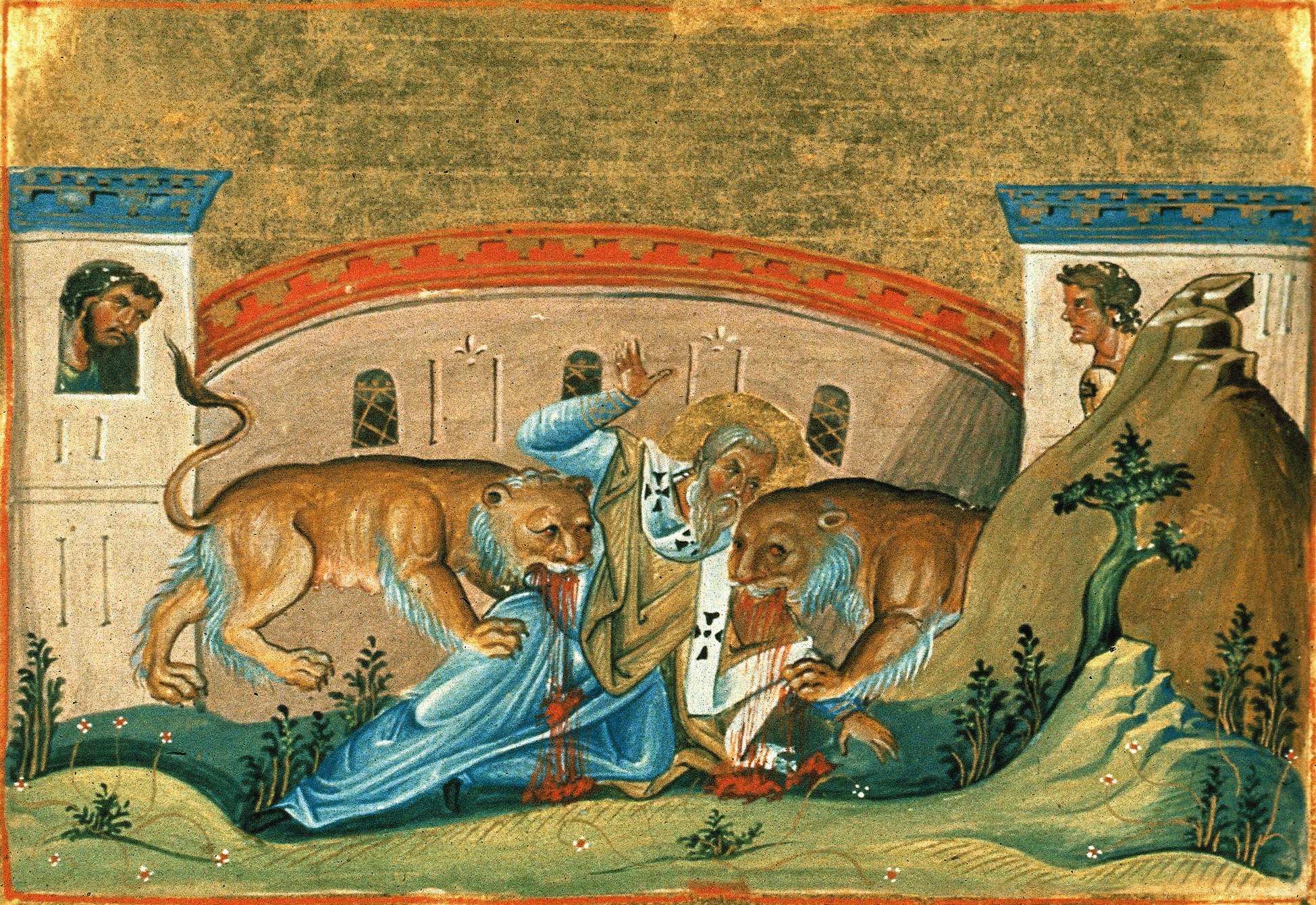
Męczeństwo Ignacego Antiocheńskiego

Ignacy Antiocheński, zwany Teoforem (gr. Θεοφορος, cs. Игна́тий Богоно́сец, епископ Антиохийский; ur. ok. 30, zm. 20 grudnia ok. 107 w Rzymie) – biskup Antiochii, męczennik wczesnochrześcijański, święty wielu Kościołów, m.in. katolickiego, prawosławnego, orientalnych, anglikańskich, reformowanych, jeden z pierwszych Ojców Kościoła, wymieniany w Modlitwie Eucharystycznej Kanonu rzymskiego. Jako pierwszy wprowadził śpiew antyfonalny.

## Życiorys
Niewiele wiadomo o jego młodości. Według legendy, Ignacy miał być tym dzieckiem, które Jezus postawił przed swoimi uczniami i rzekł: Zaprawdę powiadam wam: Jeśli się nie odmienicie i nie staniecie jak dzieci, nie wejdziecie do królestwa niebieskiego. (Mt 18,1-4).
Ignacy pełnił rolę biskupa Antiochii, ale dokładne lata jego posługi są nieznane i mogły przypadać na II połowę I wieku, a skończyć się wraz z jego śmiercią na początku wieku II. Euzebiusz z Cezarei wspomina, że był drugim biskupem w Antiochii po Ewodiuszu (Historia ecclesiastica 3.22.1). W Historia ecclesiastica 3.36.1 czytamy, że Ignacy otrzymał sukcesję od Piotra, ale ten drugi nie jest nazwany biskupem. Apostolskie konstytucje (dzieło skomponowane w IV w., zawierające jednak starsze tradycje) przekazuje trochę inną historię. W rozdziale 7, werset 46 czytamy, że Ewodiusz otrzymał sukcesję od Piotra, z kolei Ignacy od Pawła (a więc możliwe jest, że przez jakiś czas Ewodiusz wspólnie przewodził Kościołowi w Antiochii z Ignacym, ale to tylko hipoteza). Nie znajdujemy jednak w starożytności tekstu, który twierdziłby, że Ignacy jest trzecim biskupem, po Piotrze i Ewodiuszu. Najstarsze tradycje nazywają go zawsze drugim, albo po Ewodiuszu, albo po Piotrze (ale w tym drugim wypadku należy pamiętać, że Piotr nie jest nazwany biskupem).
Około r. 107 podczas panowania cesarza Trajana jako głowa chrześcijan syryjskich 80-letni Ignacy został skazany na śmierć przez namiestnika Syrii. Wysłano go do Rzymu, aby tam rzucić na pożarcie dzikim zwierzętom na igrzyskach. Podczas tej podróży zatrzymano się w Smyrnie, gdzie powitał go z liczną delegacją św. Polikarp. Tam, czekając na okręt Ignacy napisał cztery listy do gmin chrześcijańskich: w Efezie, Magnezji, w Tralles i w Rzymie. Podczas kolejnej przerwy w podróży, w Troadzie, Ignacy napisał listy do Filadelfii, Smyrny i do św. Polikarpa.
Listy przekazują informację o jego życiu i stanowią świadectwo wiary pierwotnego Kościoła. Dla chrześcijan Ignacy był przykładem radykalnego naśladowcy cierpień Chrystusa. Naśladowanie Chrystusa aż do oddania własnego życia stało się wręcz ideałem i wzorem świętości i chrześcijańskiego męstwa. Szczególnie list do chrześcijan w Rzymie daje dobitne świadectwo tęsknoty Ignacego za cierpieniem, za męczeństwem. Naśladując Chrystusa chciał Ignacy cierpieć i żyć aż do poniesienia najboleśniejszych konsekwencji swojej wiary. Dlatego też z największą tęsknotą myślał on o męczeńskiej śmierci. W swoich cierpieniach i drodze do męczeństwa widział wyraz wybraństwa oraz łaski Boga (List Ignacego do Magnezjan 1,2; List Ignacego do Rzymian. II,2). Tylko wówczas, gdy umrze z Chrystusem, może być uważany za prawdziwego Jego ucznia (...do Rzymian IV,2; V,3).
Zmarł śmiercią męczennika 20 grudnia. Jego ciało przewieziono z Rzymu do Antiochii i pochowano na cmentarzu kościelnym za bramą Dafnicką (Dafne - dziś Harbiye w Turcji). Ciało męczennika po jakimś czasie z powrotem przeniesiono do Rzymu i złożono w kościele św. Klemensa obok ciała papieża.

## Listy
W czasie podróży do Rzymu Ignacy przygotował szereg listów do gmin chrześcijańskich w Azji Mniejszej oraz do gminy rzymskiej, a także do świętego Polikarpa.

## Kult
Dzień obchodów
Jego wspomnienie liturgiczne w Kościele katolickim obchodzone jest 17 października i ma rangę wspomnienia obowiązkowego (w nadzwyczajnej formie rytu rzymskiego 1 lutego o randze święta trzeciej klasy).
Kościół prawosławny wspomina świętego męczennika dwukrotnie:
- 20 grudnia/2 stycznia[b], tj. 2 stycznia w rocznicę śmierci według kalendarza gregoriańskiego,
- 29 stycznia/11 lutego, tj. 11 lutego w rocznicę przeniesienia relikwii[1].

Ikonografia
W ikonografii Zachodu św. Ignacy ukazywany jest w szatach biskupich rytu wschodniego albo jako młody biskup z raną na piersi.
Jego atrybutami są lew u stóp oraz chrystogram (IHS) na piersi.
W ikonografii Wschodu przedstawiany jest na kilka różnych sposobów. Na każdym z wyobrażeń jest mającym na sobie szaty biskupie, łysiejącym starcem o długiej, siwej rozdwajającej się brodzie. Mimo tego, iż poniósł śmierć męczeńską, ikonografia nie przedstawia go z krzyżem, lecz zazwyczaj z Ewangelią w ręce. Niekiedy w lewej dłoni trzyma ikonę Zbawiciela lub zwój pisma, a prawą błogosławi.